# HOMEニュースシャトル
『HOMEニュースシャトル』（ホームニュースシャトル）は、広島ホームテレビで放送された平日夕方のローカルワイドニュース番組、1989年4月3日から1989年9月29日まで半年で放送された（『ニュースシャトル』の広島県ローカルパート）。

## 放送時間
- 毎週月曜 - 金曜 18:00 - 18:55 （1989年4月3日 - 1989年9月29日）